# Danh sách quốc gia theo độ cao trung bình
Đây là danh sách quốc gia và vùng lãnh thổ theo độ cao so với mực nước biển.

## Quốc gia
Theo nguồn:
| Quốc gia             | Độ cao              |
| -------------------- | ------------------- |
| Afghanistan          | 1.885 m (6.184 ft)  |
| Albania              | 708 m (2.323 ft)    |
| Algeria              | 800 m (2.625 ft)    |
| Andorra              | 1.996 m (6.549 ft)  |
| Angola               | 1.112 m (3.648 ft)  |
| Anh Quốc             | 162 m (531 ft)      |
| Antarctica           | 2,300 m (8 ft)      |
| Áo                   | 910 m (2.986 ft)    |
| Argentina            | 595 m (1.952 ft)    |
| Armenia              | 1.792 m (5.879 ft)  |
| Azerbaijan           | 384 m (1.260 ft)    |
| Ấn Độ                | 621 m (2.037 ft)    |
| Bangladesh           | 85 m (279 ft)       |
| Belarus              | 160 m (525 ft)      |
| Belize               | 173 m (568 ft)      |
| Benin                | 273 m (896 ft)      |
| Bhutan               | 3.280 m (10.761 ft) |
| Bỉ                   | 181 m (594 ft)      |
| Bolivia              | 1.192 m (3.911 ft)  |
| Bosna và Hercegovina | 500 m (1.640 ft)    |
| Botswana             | 1.013 m (3.323 ft)  |
| Brazil               | 320 m (1.050 ft)    |
| Brunei               | 478 m (1.568 ft)    |
| Bulgaria             | 472 m (1.549 ft)    |
| Burkina Faso         | 297 m (974 ft)      |
| Burma                | 702 m (2.303 ft)    |
| Burundi              | 1.504 m (4.934 ft)  |
| Cambodia             | 126 m (413 ft)      |
| Cameroon             | 667 m (2.188 ft)    |
| Canada               | 487 m (1.598 ft)    |
| Chad                 | 543 m (1.781 ft)    |
| Chile                | 1.871 m (6.138 ft)  |
| Colombia             | 593 m (1.946 ft)    |
| Congo                | 430 m (1.411 ft)    |
| Congo DR             | 726 m (2.382 ft)    |
| Corsica              | 568 m (1.864 ft)    |
| Costa Rica           | 746 m (2.448 ft)    |
| Cộng hòa Trung Phi   | 635 m (2.083 ft)    |
| Croatia              | 331 m (1.086 ft)    |
| Cuba                 | 108 m (354 ft)      |
| Cyprus               | 91 m (299 ft)       |
| Czech Republic       | 433 m (1.421 ft)    |
| Denmark              | 34 m (112 ft)       |
| Djibouti             | 430 m (1.411 ft)    |
| Dominican Republic   | 424 m (1.391 ft)    |
| Ecuador              | 1.117 m (3.665 ft)  |
| Egypt                | 321 m (1.053 ft)    |
| El Salvador          | 442 m (1.450 ft)    |
| Estonia              | 61 m (200 ft)       |
| Equatorial Guinea    | 577 m (1.893 ft)    |
| Eritrea              | 853 m (2.799 ft)    |
| Ethiopia             | 1.330 m (4.364 ft)  |
| Finland              | 164 m (538 ft)      |
| Pháp                 | 375 m (1.230 ft)    |
| French Guiana        | 168 m (551 ft)      |
| Gabon                | 377 m (1.237 ft)    |
| Gambia               | 34 m (112 ft)       |
| Georgia              | 1.432 m (4.698 ft)  |
| Đức                  | 263 m (863 ft)      |
| Ghana                | 190 m (623 ft)      |
| Greece               | 498 m (1.634 ft)    |
| Greenland            | 1.792 m (5.879 ft)  |
| Guatemala            | 759 m (2.490 ft)    |
| Guinea               | 472 m (1.549 ft)    |
| Guinea-Bissau        | 70 m (230 ft)       |
| Guyana               | 207 m (679 ft)      |
| Haiti                | 470 m (1.542 ft)    |
| Hoa Kỳ               | 760 m (2.493 ft)    |
| Honduras             | 684 m (2.244 ft)    |
| Hungary              | 143 m (469 ft)      |
| Iceland              | 557 m (1.827 ft)    |
| Indonesia            | 367 m (1.204 ft)    |
| Iran                 | 1.305 m (4.281 ft)  |
| Iraq                 | 312 m (1.024 ft)    |
| Ireland              | 118 m (387 ft)      |
| Israel               | 508 m (1.667 ft)    |
| Italy                | 538 m (1.765 ft)    |
| Ivory Coast          | 250 m (820 ft)      |
| Jamaica              | 340 m (1.115 ft)    |
| Nhật Bản             | 438 m (1.437 ft)    |
| Jordan               | 812 m (2.664 ft)    |
| Kazakhstan           | 387 m (1.270 ft)    |
| Kenya                | 762 m (2.500 ft)    |
| Kuwait               | 108 m (354 ft)      |
| Kyrgyzstan           | 2.988 m (9.803 ft)  |
| Latvia               | 87 m (285 ft)       |
| Laos                 | 710 m (2.329 ft)    |
| Lebanon              | 1.250 m (4.101 ft)  |
| Lesotho              | 2.161 m (7.090 ft)  |
| Liberia              | 243 m (797 ft)      |
| Libya                | 423 m (1.388 ft)    |
| Lithuania            | 110 m (361 ft)      |
| Luxembourg           | 325 m (1.066 ft)    |
| Macedonia            | 741 m (2.431 ft)    |
| Madagascar           | 442 m (1.450 ft)    |
| Malawi               | 779 m (2.556 ft)    |
| Malaysia             | 538 m (1.765 ft)    |
| Maldives             | 1,8 m (6 ft)        |
| Mali                 | 343 m (1.125 ft)    |
| Mauritania           | 276 m (906 ft)      |
| Mexico               | 1.111 m (3.645 ft)  |
| Moldova              | 139 m (456 ft)      |
| Mongolia             | 1.528 m (5.013 ft)  |
| Montenegro           | 1.086 m (3.563 ft)  |
| Morocco              | 909 m (2.982 ft)    |
| Mozambique           | 345 m (1.132 ft)    |
| Namibia              | 1.141 m (3.743 ft)  |
| Nepal                | 3.265 m (10.712 ft) |
| Hà Lan               | 30 m (98 ft)        |
| New Zealand          | 388 m (1.273 ft)    |
| Nicaragua            | 298 m (978 ft)      |
| Niger                | 474 m (1.555 ft)    |
| Nigeria              | 380 m (1.247 ft)    |
| North Korea          | 400 m (1.312 ft)    |
| Norway               | 460 m (1.509 ft)    |
| Oman                 | 310 m (1.017 ft)    |
| Pakistan             | 900 m (2.953 ft)    |
| Panama               | 360 m (1.181 ft)    |
| Papua New Guinea     | 667 m (2.188 ft)    |
| Paraguay             | 178 m (584 ft)      |
| Peru                 | 1.555 m (5.102 ft)  |
| Philippines          | 442 m (1.450 ft)    |
| Poland               | 173 m (568 ft)      |
| Bồ Đào Nha           | 372 m (1.220 ft)    |
| Qatar                | 28 m (92 ft)        |
| Romania              | 414 m (1.358 ft)    |
| Rwanda               | 1.598 m (5.243 ft)  |
| Nga                  | 600 m (1.969 ft)    |
| Saudi Arabia         | 665 m (2.182 ft)    |
| Senegal              | 69 m (226 ft)       |
| Serbia               | 473 m (1.552 ft)    |
| Sierra Leone         | 279 m (915 ft)      |
| Singapore            | 15 m (49 ft)        |
| Slovakia             | 458 m (1.503 ft)    |
| Slovenia             | 492 m (1.614 ft)    |
| Somalia              | 410 m (1.345 ft)    |
| South Africa         | 1.034 m (3.392 ft)  |
| Hàn Quốc             | 282 m (925 ft)      |
| Tây Ban Nha          | 660 m (2.165 ft)    |
| Sri Lanka            | 228 m (748 ft)      |
| Sudan                | 568 m (1.864 ft)    |
| Suriname             | 246 m (807 ft)      |
| Eswatini (Swaziland) | 305 m (1.001 ft)    |
| Syria                | 514 m (1.686 ft)    |
| Tajikistan           | 3.186 m (10.453 ft) |
| Taiwan               | 1.150 m (3.773 ft)  |
| Tanzania             | 1.018 m (3.340 ft)  |
| Thái Lan             | 287 m (942 ft)      |
| Thổ Nhĩ Kỳ           | 1.132 m (3.714 ft)  |
| Thụy Điển            | 320 m (1.050 ft)    |
| Thụy Sĩ              | 1.350 m (4.429 ft)  |
| Togo                 | 236 m (774 ft)      |
| Trinidad và Tobago   | 83 m (272 ft)       |
| Trung Quốc           | 1.840 m (6.037 ft)  |
| Tunisia              | 246 m (807 ft)      |
| Turkmenistan         | 230 m (755 ft)      |
| Úc                   | 330 m (1.083 ft)    |
| Ukraina              | 175 m (574 ft)      |
| United Arab Emirates | 149 m (489 ft)      |
| Uruguay              | 109 m (358 ft)      |
| Venezuela            | 450 m (1.476 ft)    |
| Việt Nam             | 398 m (1.306 ft)    |
| Tây Sahara           | 256 m (840 ft)      |
| Yemen                | 999 m (3.278 ft)    |
| Zambia               | 1.138 m (3.734 ft)  |
| Zimbabwe             | 961 m (3.153 ft)    |
| Thế giới             | 840 m (2.756 ft)    |